# キッツビュール
キッツビュール、キッツビューエル（Kitzbühel [ˈkɪtsbyːl] ( 音声ファイル), [ˈkɪtsbyːəl] ( 音声ファイル)）は、オーストリアのチロル州にある町。キッツビュール郡の郡庁所在地。1931年よりアルペンスキー・ワールドカップの中でも最も国際的に注目度の高い大会の一つであるハーネンカム大会が開催されるなど、オーストリアが誇るウィンタースポーツのメッカの一つとしても知られている。

## 歴史
1271年、都市特権を獲得した。

## 出身有名人
- ベネディクト・アントン・アウフシュナイター（作曲家）
- トニー・ザイラー（アルペンスキー選手）
- ルーカス・ヒンテルゼーア（プロサッカー選手）
- クラウス・ズルツェンバッハ（ノルディックスキー選手）

## 姉妹都市
- グリンウィッチ（アメリカ合衆国コネチカット州）　1961年
- サン・ヴァレー（アメリカ合衆国アイダホ州）　1967年
- ヴィピテーノ（イタリア）　1971年
- リュエイ＝マルメゾン（フランス）　1979年
- バート・ゾーデン（ドイツ）　1984年
- 山形市（日本）　1963年